# 中国—刚果民主共和国关系
中華人民共和國—剛果民主共和國關係（法語：Relations entre la Chine et la République démocratique du Congo）是指中華人民共和國和非洲国家剛果民主共和國历史上及现代的双边關係。两国关系可以追溯到1887年，当时的刚果自由邦与统治中国的清王朝建立了联系，并于1898年签署首份协议，直到自由邦于1908年正式成为比利时的殖民地；1960年独立后，刚果曾游走于中华人民共和国及中华民国之间，直到1972年与中华人民共和国确立正式外交关系，当时刚果被称为“扎伊尔”；进入21世纪以后，中国与刚果的经贸关系得到了显著加强。两国更于2023年建立中刚“全面战略伙伴关系”。

## 历史

### 刚果独立前
1885年，比利时国王利奥波德二世建立刚果自由邦，成为当地的實際擁有人；1887年，利奥波德二世派遣使者到清朝，申请为刚果自由邦招收劳工；尽管清政府已经与比利时签署了条约，允许比利时人代表其殖民地招收华工，但清政府认为比利时不能代替刚果自由邦招收劳工，因此拒绝了比利时的要求。1892年，刚果自由邦的代理人通过葡属澳门的企业开始了劳工的招募，通过合同在广州招募了542名劳工，1892年9月28日，首批劳工搭乘德国蒸汽船“渥斯坦”号从澳门前往刚果。其后，刚果自由邦更通过香港和澳门的代理人在琼州和汕头招募了更多的劳工；这些劳工来到刚果后主要从事修建刚果铁路、伐木和运输岩石的工作，由于环境恶劣，不少华工最终死在当地的丛林中。当时的一些香港报刊也曝光了华工在刚果恶劣的工作条件和遭受虐待的消息:76-77。
1898年7月10日，清帝国和刚果自由邦在北京签署了一项条约，其中规定中国公民可随意前往和移居刚果自由邦；可以在当地从事动产和不动产的交易；该协议还使中国获得了刚果的“最惠国”地位，同时也具有将华工在刚果的工作合法化的效果。尽管刚果当局发现1892年招募的劳工的绩效并不理想，但还是在1901年、1902年、1904年和1906年分别在中国进行招聘工作:76-77；总共有2,000名中国人去了刚果:91。1908年，刚果自由邦成为比利时殖民帝国的一部分，清朝与刚果自由邦的直接外交联系中止。

### 刚果独立后

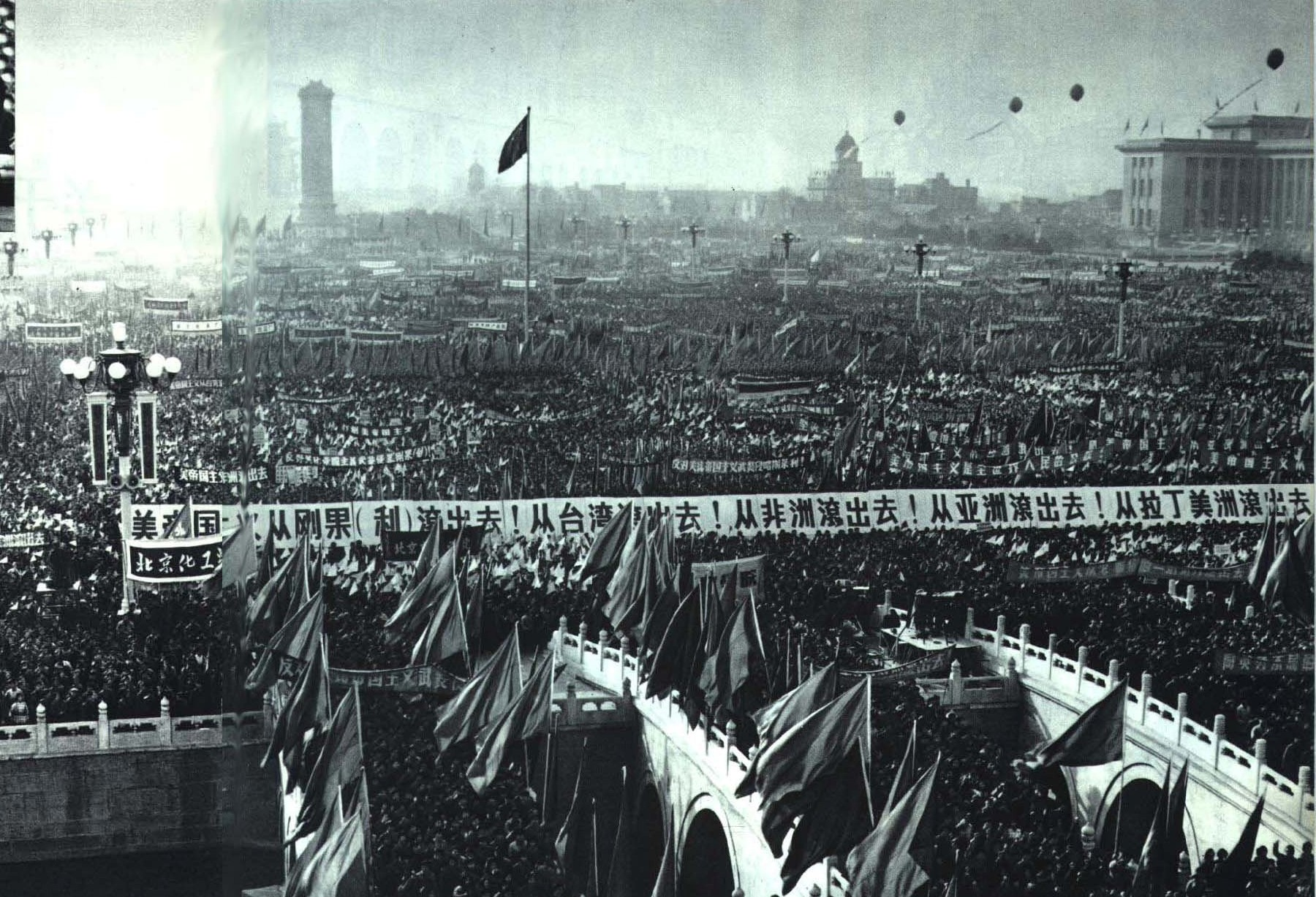
1965年天安门群众支持刚果反对美国

1960年6月，剛果共和國（雷堡市）（雷堡市剛果）宣布脱离比利时独立，6月26日中华人民共和国国务院总理周恩来、外交部长陈毅分别致电卢蒙巴政府表示祝贺，并宣布中华人民共和国政府承认剛果共和國（雷堡市）政府；但刚果并没有立即与中华人民共和国建交，而是于当年8月与中华民国建立了外交关系。1960年12月13日，刚果发生内乱，总理卢蒙巴遭推翻，其继承者、副总理安托万·基赞加在斯坦利维尔（今基桑加尼）组建刚果自由共和国政府，与位于首都利奥波德维尔（今金沙萨）的政府抗衡，卢蒙巴被杀害后，中华人民共和国政府表示哀悼并谴责了杀害卢蒙巴的美国、比利时等国。1961年2月19日，中华人民共和国政府决定承认基赞加政府为刚果唯一的合法政府，并于翌日在阿拉伯聯合共和國与基赞加领导的刚果自由共和国政府代表签署建交公报，宣布两国建交:177-178；但在同年9月18日，因刚果自由共和国加入与中华民国保持外交关系的西里尔·阿杜拉政府，中华人民共和国政府宣布中止与刚果的外交关系，并撤离了位在史坦萊市的大使馆:179。
在1960年到1973年，刚果及其继承国扎伊尔与中华民国维持邦交期间，中华人民共和国对该国的反政府武装给予了道义上的支持和物资援助。当时的扎伊尔总统蒙博托·塞塞·塞科曾是中华民国的支持者，其本人于1971年出访中华民国；1971年10月25日，在第26屆聯合國大會上，扎伊尔代表更投票反对中华人民共和国加入联合国。尽管如此，中华人民共和国仍然积极争取与扎伊尔建立外交关系；1972年11月19日，中国及扎伊尔两国的外交代表在巴黎签署了邦交正常化协议，11月24日两国正式建交，扎伊尔也于1973年断绝了与中华民国的外交关系。
自邦交建立以来，扎伊尔与中国的双边关系友好顺利发展，1973年，蒙博托首次出访中国，但由于他长期在中国声名狼藉，因此外交部不得不向国内解释邀请他访华的原因，以消除民众对他访华的疑虑，蒙博托也得到了毛泽东、周恩来等高层领导人的接见，期间两国还签订了经济技术合作协定。其后，蒙博托也在1974年、1980年、1982年及1994年多次访华。中國官方更稱莫布杜為“中國人民的老朋友”。
1997年，洛朗-德西雷·卡比拉推翻莫布杜，恢复“剛果民主共和國”之国名，但刚果与中国的外交关系并未因此受到根本影响；2023年5月，刚果民主共和国总统菲利克斯·齊塞克迪出访中华人民共和国，期间两国同意建立中、刚“全面战略合作伙伴关系”。

## 经贸关系

由中国援建的金沙萨烈士體育場

刚果民主共和国幅员辽阔、自然资源丰富，并有“世界原料仓库”和“地质奇迹”之美称，具有一定的贸易与投资潜力；1973年建交以来，中国与刚果（扎伊尔）两国政府曾3次签订双边贸易协定。在现行协定下，双边贸易将以可兑换货币支付，中、刚两国也已经给予对方最惠国待遇，中国还给予刚果97%的输华产品零关税待遇；1984年，两国政府更同意成立经济、贸易和技术合作混合委员会；其后，中刚两国还签署了促进和保护投资协定，为两国贸易的持续发展提供了法理依据:33。
2021年，中、刚双边贸易额达到143.9亿美元，其中中国出口27.57亿美元，主要向刚果出口机电产品、高新技术产品、纺织品、钢材、汽车和鞋类产品等；当年，受到铜、钴等矿产品价格上升的影响，刚果出口额增长了64.3%，对华出口额达到116.35亿美元，主要出口未锻轧铜材、原木、铜矿砂及其精矿和天然乳胶等产品:33。中国还为刚果提供了不少经济援助项目，该国的国会大厦人民宫、烈士體育場
、制糖联合企业、手工农具厂、稻谷技术推广站、金沙萨邮件分拣中心、金沙萨综合医院、卢本巴希综合医院等基础设施皆由中国援助修建。
在投资领域上，中资企业自1980年代开始在当时的刚果（扎伊尔）从事投资合作业务。受到刚果政局不稳的影响，其投资业务一度处于停滞状态；进入21世纪以后，随着刚果恢复秩序后，中资企业重新进入当地市场。据中华人民共和国商务部统计，2021年末，中国对刚果直接投资存量超过42.59亿美元。投资方向主要集中在矿产品加工和资源合作、电信、农业等领域:34。南华早报亦将刚果描述为“中国在非洲投资的中心”，中国有色矿业集团、洛阳钼业、華友鈷業等一批矿产开发公司也在该国拥有庞大的业务。但中资企业在当地的投资活动对该国带来的负面效应也受到了当地人的诟病。

## 人文交流
1980年3月26日，中国与扎伊尔在北京签订了两国间首份文化合作协定，为双边人文往来的强化提供了法理依據。莫布杜在任期间，他也在国内建立了一座中式庭園，顯示了其對中华文化的喜愛，但他倒台以后，花園已經成為廢墟，乏人問津。因刚果内战的影响，双边文化交流与合作曾一度中止，近年来逐步恢复，文艺团体互访不断；刚果铜雕大师里耀娄也曾多次访问中国，并最终获中国政府颁发的2014年文化交流贡献奖，里耀娄也是当年10名获奖者中唯一的非洲人。在教育领域，汉语在刚果的影响力也与日俱增，2018年8月，中国中南大学和刚果外交学院合办了刚果民主共和国首家孔子学院，可以为该国学生提供汉语教育。
1973年建交伊始，中国开始向扎伊尔（刚果）派遣医疗队援助。1997年一度因刚果政局不稳而撤回，但于2006年复派；截至2023年4月，中国已经向刚果派出19批医疗队、共超过500人次，为提高当地居民的健康做出了一定贡献，也提升了中国在当地民间的形象。